# Naturalmente Sadie!
Naturalmente Sadie! (Naturally, Sadie) è una serie televisiva canadese in 65 episodi trasmessi per la prima volta nel corso di tre stagioni dal 2005 al 2007.
È una sitcom per ragazzi incentrata sulle vicende familiari e scolastiche della quattordicenne Sadie Hawthorne che vive a Whitby, Ontario, in Canada.

## Personaggi e interpreti
- Sadie Hawthorne (63 episodi, 2005-2007), interpretata da Charlotte Arnold.
- Margaret Browning-Levesque (63 episodi, 2005-2007), interpretata da Jasmine Richards.
- Rain Papadakis (63 episodi, 2005-2007), interpretato da Michael D'Ascenzo.
- Hal Hawthorne (63 episodi, 2005-2007), interpretato da Justin Bradley.
- Jean Hawthorne (49 episodi, 2005-2007), interpretata da Collette Micks.
- Ben Harrison (27 episodi, 2005-2007), interpretato da Jacob Kraemer.
- Walter Hawthorne (17 episodi, 2005-2007), interpretato da Richard Clarkin.

## Produzione
La serie, ideata da Suzanne Bolch e Barbara Wiechmann, fu prodotta da Decode Entertainment e girata a Toronto in Canada. Le musiche furono composte da Tim Foy e Carlos Lopes.

### Registi
Tra i registi sono accreditati:
- Stacey Stewart Curtis in 7 episodi (2005-2006)
- Jeff King in 4 episodi (2005-2006)
- David Winning in 4 episodi (2006-2007)
- Mitchell Ness in 3 episodi (2005-2007)
- John May in 3 episodi (2005)
- David Warry-Smith in 3 episodi (2005)
- Larry A. McLean in 2 episodi (2006)
- Stefan Scaini in 2 episodi (2006)
- Brian K. Roberts in 2 episodi (2007)

### Sceneggiatori
Tra gli sceneggiatori sono accreditati:
- Alan McCullough in 24 episodi (2005)
- Suzanne Bolch in 17 episodi (2005-2006)
- Barbara Wiechmann in 17 episodi (2005-2006)
- John May in 16 episodi (2005-2006)
- Vera Santamaria in 11 episodi (2005-2006)
- John Slama in 6 episodi (2005)
- Sean Jara in 5 episodi (2006-2007)
- Brent Piaskoski in 5 episodi (2006-2007)
- Miles Smith in 4 episodi (2006-2007)
- Michael Gelbart in 2 episodi (2006-2007)
- Barbara Haynes in 2 episodi (2006)

## Distribuzione
La serie fu trasmessa in Canada dal 24 giugno 2005 al 26 agosto 2007 sulla rete televisiva Family Channel. In Italia è stata trasmessa dal 5 novembre 2005 al 2009 su Nickelodeon con il titolo Naturalmente Sadie!, e successivamente su Rai Gulp a partire da gennaio 2012
Alcune delle uscite internazionali sono state:
- negli Stati Uniti il 24 giugno 2005 (Naturally, Sadie)
- in Australia il 23 maggio 2005
- negli Stati Uniti il 24 giugno 2005
- in Canada il 25 giugno 2005
- in Brasile (Adolescente por Natureza)
- in Germania (Einfach Sadie!)
- in Grecia (I Sadie... fysika)
- in Italia (Naturalmente Sadie!)

## Episodi
| Stagione         | Episodi | Prima TV Canada |
| ---------------- | ------- | --------------- |
| Prima stagione   | 26      | 2005            |
| Seconda stagione | 26      | 2006-2007       |
| Terza stagione   | 13      | 2007            |